# Vahliellaceae
Vahliellaceae är en familj av lavar. Vahliellaceae ingår i ordningen Peltigerales, klassen Lecanoromycetes, divisionen sporsäcksvampar och riket svampar.
| Vahliellaceae | \| \| Vahliella \| \| \| \| |
|               | \| \| Vahliella \| \| \| \| |
|               | Placynthiaceae              |
|               |                             |
|               | Peltigeraceae               |
|               |                             |
|               | Pannariaceae                |
|               |                             |
|               | Nephromataceae              |
|               |                             |
|               | Lobariaceae                 |
|               |                             |
|               | Collemataceae               |
|               |                             |
|               | Coccocarpiaceae             |
|               |                             |
|               | Massalongiaceae             |
|               |                             |
|               | Vahliella                   |
|               |                             |

|  | Vahliella |
|  |           |